# 伊萬諾維茨號導彈快艇
伊萬諾維茨號導彈快艇（俄语：Ивановец），是蘇聯和俄羅斯黑海艦隊中一艘12411計畫的導彈快艇。1998年10月29日，其稱為Р-334。其代號是「Молния-1」，北約稱它為「狼蛛級導彈快艇」。

## 建造
Р-334導彈快艇按照12411計畫所建造，其於1988年1月4日在中涅瓦河造船廠開始建造，工廠編號是211。其在1989年7 月28日首次下水，並在同年12月30日加入了黑海艦隊的第41導彈快艇旅，升起蘇聯海軍旗。

## 歷史

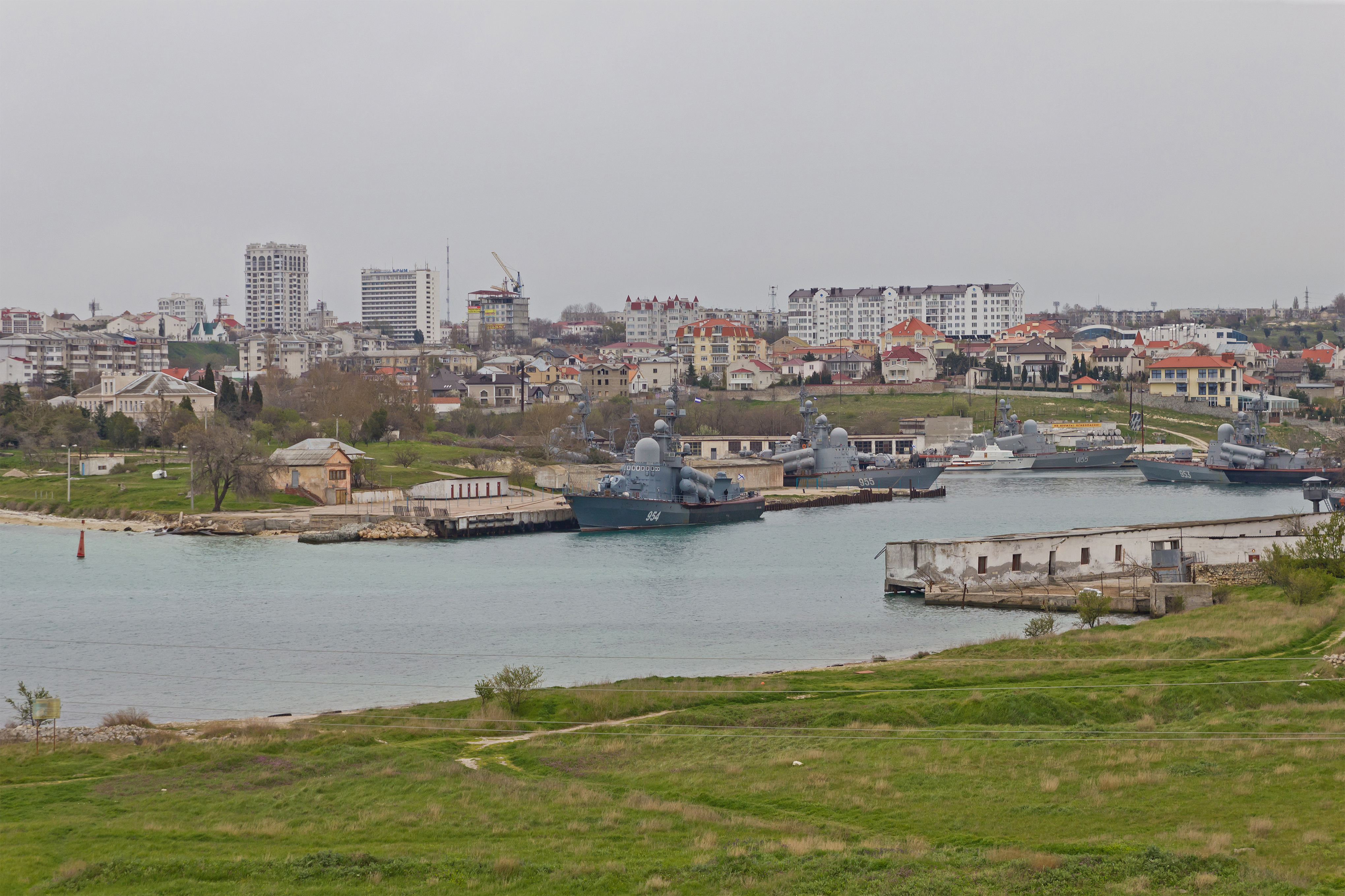
2014年，伊萬諾維茨號在檢疫灣基地的碼頭

Р-334的戰術編號是954，其原本是蘇聯黑海艦隊的一員，但在1997年黑海艦隊分裂後，其歸屬俄羅斯。其是第295蘇林斯基導彈快艇師的一部分，隸屬於第41導彈快艇旅，駐紮在塞瓦斯托波爾的檢疫灣。其在1998年11月與伊萬諾沃州政府簽訂贊助關係協議，並在同年10月29日改名為「伊萬諾維茨號」。其和另一艘舒亞號導彈快艇因伊萬諾沃州贊助關係協議，伊萬諾沃州人可永久性訪問該導彈快艇。
2013年8月，伊萬諾維茨號進入船塢大修，原本預計在2013年9月加入俄羅斯海軍在地中海的艦隊，但卻被派去執行2014年索契冬奧會的安保任務。
該艦的指揮官尼古拉·什莫諾夫三級上尉表示，其曾經在黑海水域監視北約的艦隊，並且前往過敘利亞的海岸。
其在2020年巡邏俄羅斯佔領的烏克蘭海上鑽井平台區域，這些平台是「切爾諾莫石油天然氣公司」的財產。
其在2021年參與克里米亞和新羅西斯克兩個海軍基地的艦隊演習。
2024年1月31日至2月1日，在俄羅斯入侵烏克蘭期間，該艦被烏克蘭武裝部隊的MAGURA V5型無人艇襲擊，並被擊沉於多努茲拉夫湖。其船身被多發反艦導彈擊中，船上可能有30多名船員。俄方稱所有船員都安全撤離，但俄羅斯國防部對此沒有發表任何聲明。有一段海上無人機拍攝的影片顯示，快艇的船頭朝天沉入水中。這次襲擊發生在多努茲拉夫湖以南12公里，距離黑海海岸的奧庫涅夫卡村8公里。
烏克蘭國防部情報總局估計，這艘導彈快艇的價值約為6000萬至7000萬美元。